# David McMillan
David McMillan (Templeogue, 14 dicembre 1988) è un ex calciatore irlandese, di ruolo attaccante.

## Palmarès

### Club

#### Competizioni nazionali
- Campionato irlandese: 3

Dundalk: 2014, 2015, 2016
- Coppa d'Irlanda: 3

Dundalk: 2013, 2015, 2020
- Coppa di Lega irlandese: 2

Dundalk: 2014, 2017
- Supercoppa d'Irlanda: 2

Dundalk: 2015, 2021